# Jean-Luc Perrot
Pour les articles homonymes, voir Perrot.
Jean-Luc Perrot, né en 1959 à Moulins, est un organiste, compositeur et musicologue français.

## Biographie
Jean-Luc Perrot est agrégé de musicologie, Docteur ès lettres et arts (musicologie). Il a dispensé son enseignement pendant de longues années, en tant que Maître de Conférences, au sein de l'Institut National Supérieur du Professorat et de l'Éducation de Saint-Étienne, après avoir été chargé de cours à l'Université Jean Monnet de cette même ville, où il avait en charge l'organologie, l'accompagnement et la valeur libre Arts Lyriques. Élève de Roland Meillier en piano au conservatoire de Saint-Étienne, il a travaillé l'orgue (instrument qu'il a découvert à l'âge de 13 ans en 1972), sous la direction, notamment, de Michel Chapuis, Jean Boyer, Francis Chapelet, dans le cadre d'Académies d'été. Il a été titulaire des orgues historiques Callinet (1837) de Notre-Dame à Saint-Étienne de 1979 à 2023. Sa thèse sur L'orgue en France de 1789 à 1860 l'a amené à découvrir de nombreuses partitions musicales oubliées. Il est depuis juin 2021 titulaire de l'orgue François-Henri Clicquot de Souvigny et président fondateur de l'Association les Amis de l'Orgue Clicquot de Souvigny (AOCS) , auteur de plusieurs articles, analyses et livrets de CD, notices historiques. Il joue également le clavecin, le carillon et l'harmonium. En avril 2019, il a été nommé expert spécifique du Ministère de la Culture pour le patrimoine des harmoniums.
Ses enregistrements discographiques L'Héritage de l'orgue classique, Suites et versets (sur l'orgue de La Chaise-Dieu), Beauvarlet-Charpentier à Souvigny, Maîtres français du XVIIe à Pommiers en Forez (au clavecin), des œuvres à  quatre mains sur les grandes orgues de la cathédrale de Rodez en compagnie de Georges Lartigau, un CD consacré à des inédits (Offertoires) de Michel Corrette à La Chaise-Dieu et récemment un enregistrement à Souvigny consacré à de larges extraits de L'Essai Théorique et pratique de Guillaume Lasceux, ont montré son attachement aux partitions rares. Son enregistrement sur l'orgue de Villerupt est consacré à certains compositeurs romantiques oubliés (Petrali, Smart, Brosig, de La Tombelle, Becker). Ses concerts l'ont amené aux quatre coins de France mais aussi en Italie, Pologne, Allemagne, Espagne et au Canada. Il s'est livré récemment à plusieurs expériences d'improvisation, notamment dans de longues séances d'accompagnement de films muets. Il a joué avec orchestre ou chœurs sous la direction de nombreux chefs : Yannick Berne, Jacques Berthelon, Jérémi Coulon, Jean Dekyndt, Jean-François Duchamp, Jean Duvillard, Martine Girard, Jean-Claude Guérinot, Daniel Kawka, Dany Malescourt, Claudine Mirodatos, Luca Morgantini, Laurent Touche, Philippe Trillat, Alberto Zedda…
À côté de ses activités d’enseignement (il a approfondi la pédagogie au sein de l'École Supérieure du Professorat et de l'Éducation et donne de nombreux cours et master-class), il a fondé l'ensemble baroque La Clémence d'Urfé. Jean-Luc Perrot est aussi compositeur : il a composé plusieurs pages pour orgue seul et orgue à 4 mains, des œuvres pour chœur, carillon, ou diverses formations de musique de chambre. Sa première Suite à quatre mains pour l'orgue dans le style français, comportant notamment une Tierce en taille intitulée "Le tombeau de Georges Cziffra" a été publiée à La Sinfonie d'Orphée. « La conversion de Saül », pièce musicale en 12 tableaux pour trois orgues, récitant et une foule chantante, a été donnée en création à Nice. Sa « Messe des repons » pour chœur et grand-orgue, est conçue pour échanger entre le chœur et l'orgue, placés aux deux extrémités d'un vaste édifice. « La cantate de la Paix », aboutissement d'un projet Erasmus entre des écoles de Moulins, Dresde, Montepulciano, a été créée à Souvigny le 18 mai 2018 par 220 chanteurs et orchestre (vents, grand-orgue, piano et percussions).
Il donne aussi de nombreuses conférences tant en France qu'à l'étranger, pour des associations, pour le CNRS, ou lors de colloques internationaux (Bruxelles, Paris, Pologne). Il participe à des soirées littéraires et musicales avec Dominique Arot (Mauriac et la musique), Michel Bernard (Les forêts de Ravel), Marie Hélène Lafon (Nos vies). En tant que musicologue, ses articles ont été publiés dans le Dictionnaire des musiciens du XIXe siècle, l'encyclopédie Die Musik in Geschichte und Gegenwart, et en collaboration avec l'Observatoire musical français (Université de Paris-Sorbonne).
Il collabore à la publication d'œuvres en fac-similé, dans la collection Patrimoine et Mémoire de l'orgue, aux éditions Musicreprints (œuvres de Benaut, Miné, Daussoigne-Méhul, Batiste). Il a été secrétaire de l'association Cavaillé-Coll et est actuellement membre du conseil d'administration de la Fédération Francophone des Amis de l'Orgue (FFAO).
Jean-Luc Perrot a été de nombreuses fois sollicité et associé pour le conseil et le suivi de chantiers dans la construction ou la restauration des orgues : Conservatoire Massenet, Saint-Étienne (reconstruction Millot-Jacquard à partir d’un orgue Gonzales), Grand’ Église Saint-Étienne (orgue Mutin Cavaillé-Coll, restauration Millot-Jacquard), église Saint-Ennemond à Saint-Étienne (orgue Kuhn, transmission pneumatique, restauration Franck Bistocchi), église du Soleil à Saint-Étienne (restauration de l’orgue Merklin par Michel Jurine), Saint-Genest-Malifaux (construction orgue dans le style XVII par Denis Londe), La Chaise-Dieu (reconstruction de l’orgue historique par Michel Garnier), Katowice en Pologne (construction d’un orgue français classique), Ambert (restauration de l’orgue Merklin par Michel Jurine)...
Jean-Luc Perrot est officier dans l'Ordre des Palmes académiques.

## Exemples sonores
- Claude Balbastre Magnificat, pièces du 3 & 4 ton sur l'orgue François-Henri Clicquot de Souvigny YouTube
- Échos de Souvigny 11e centenaire de la Maison de Bourbon, Jean-Luc Perrot aux orgues historiques Clicquot de la priorale de Souvigny YouTube
- Jacques Boyvin Pièces du 8e ton du 2e livre, successivement : Plein Jeu, Trio, Basse et dessus de Trompette, Fugue, Récit grave, Dialogue en Fugue sans tremblant. sur l'orgue François-Henri Clicquot de Souvigny YouTube
- Édouard Batiste Offertoire op. 40 en si mineur YouTube
- L'extraordinaire harmonium Alexandre-François Debain, cocktail de mélodies de Vincenzo Bellini revues par Louis James Alfred Lefébure-Wély, YouTube
- Extraits du Kyrie de la messe Cunctipotens (1531) YouTube
- Michel Corrette Offertoire la St-François, sur les orgues Dom Bedos restituées par Pascal Quoirin de l'église Sainte-Croix à Bordeaux YouTube
- Pieter Verheyen Sonates pour orgue historique aux orgues Callinet de l'église Notre-Dame à Saint-Étienne
- 3 danses de la Tablature pour l'orgue de Jean de Lublin  YouTube
- Improvisation sur le piano Érard (1907) de la médiathèque communautaire de Moulins YouTube

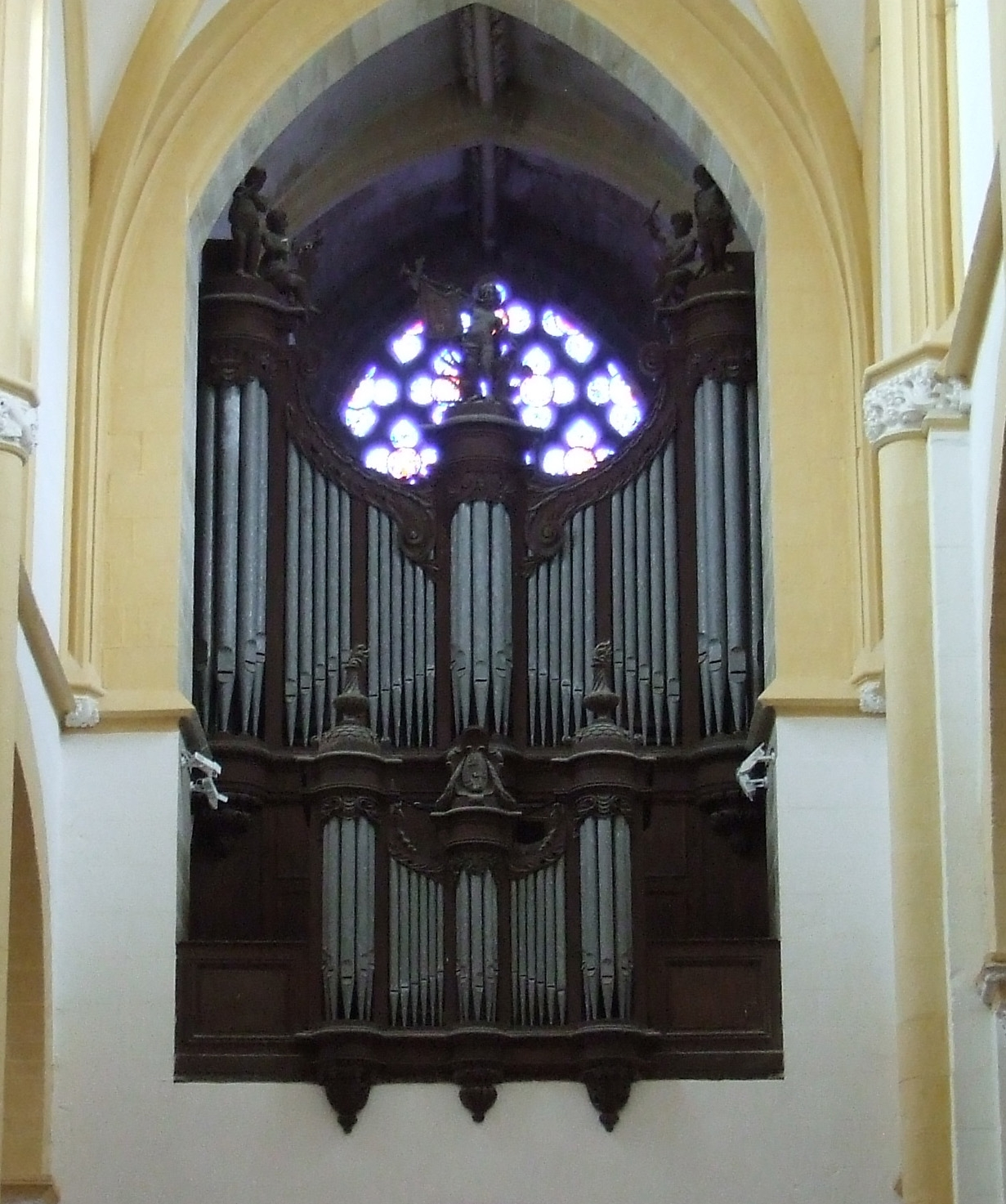
Orgue historique construit par François Henri Clicquot (1783), Souvigny
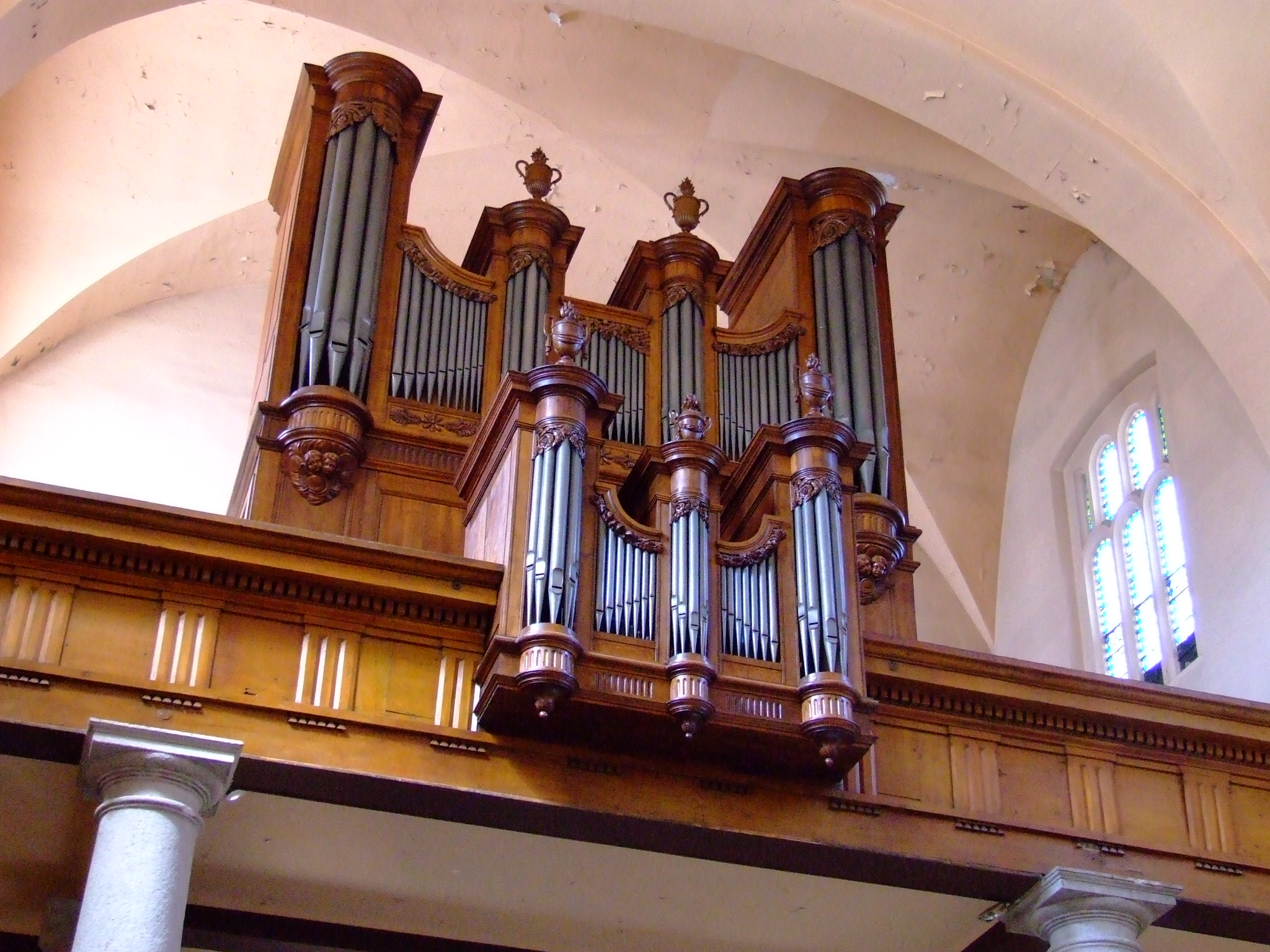
Orgue Callinet (1837) église Notre-Dame, Saint-Étienne
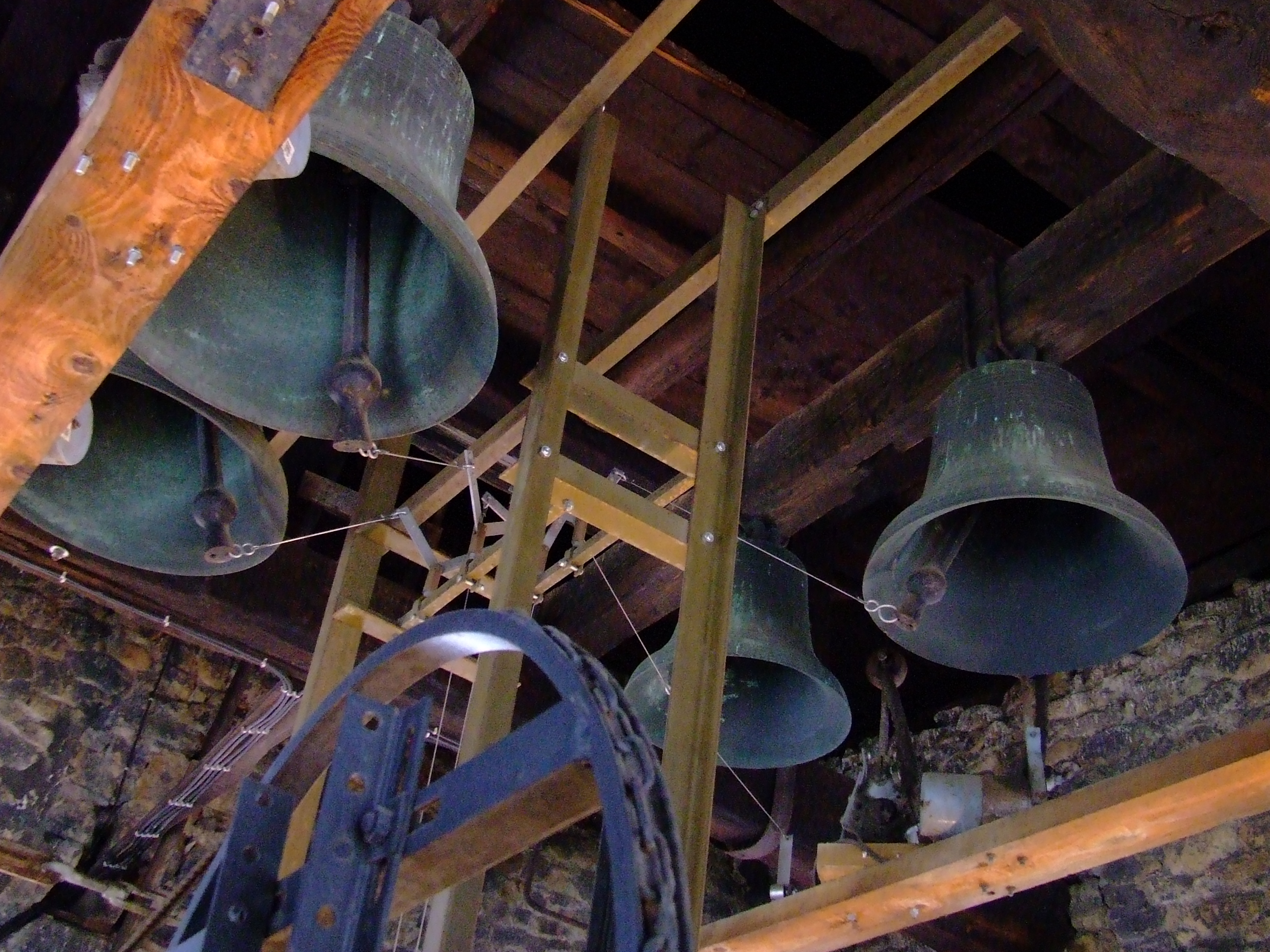
Carillon mécanique de l'église Notre-Dame (détail des petites cloches), Saint-Étienne